# Бленкінті (Старгард)
Футбольний клуб «Бленкінті» Старгард (пол. Klub Piłkarski Błękitni Stargard) — польський футбольний клуб зі Старгарда, заснований у 1945 році. Виступає в Другій лізі. Домашні матчі приймає на Міському стадіоні, місткістю 6 000 глядачів.

## Досягнення
- Кубок Польщі
  - Півфіналіст (1): 2014—2015.